# کاواک‌لی (گوینوجک)
کاواک‌لی (به ترکی استانبولی: Kavaklı) یک منطقهٔ مسکونی در ترکیه است که در گوینوجک واقع شده‌است.